# Civrac-en-Médoc
Pour les articles homonymes, voir Civrac et Médoc (homonymie).
Civrac-en-Médoc est une commune du Sud-Ouest de la France, dans le département de la Gironde, en région Nouvelle-Aquitaine.

## Géographie

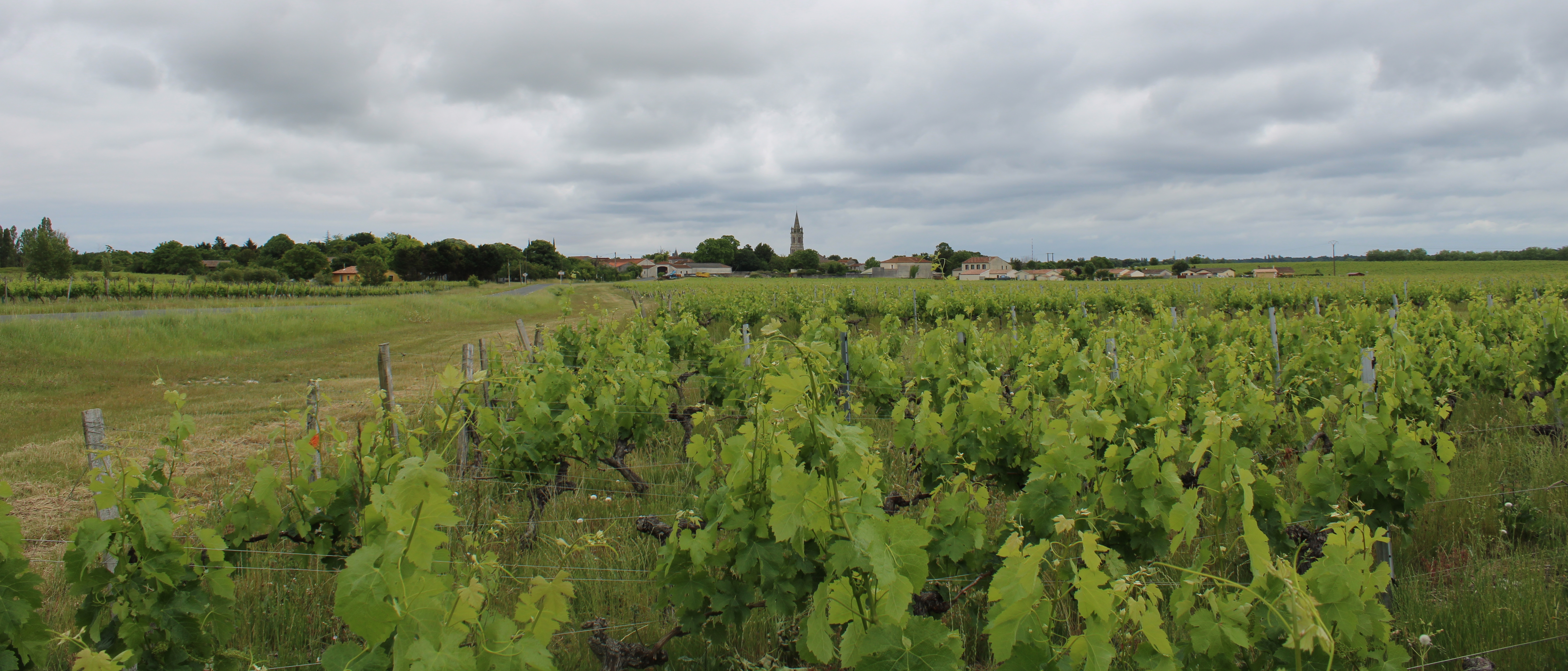
Panorama du village au milieu des vignes.

### Localisation
Commune située dans le Médoc.

### Communes limitrophes

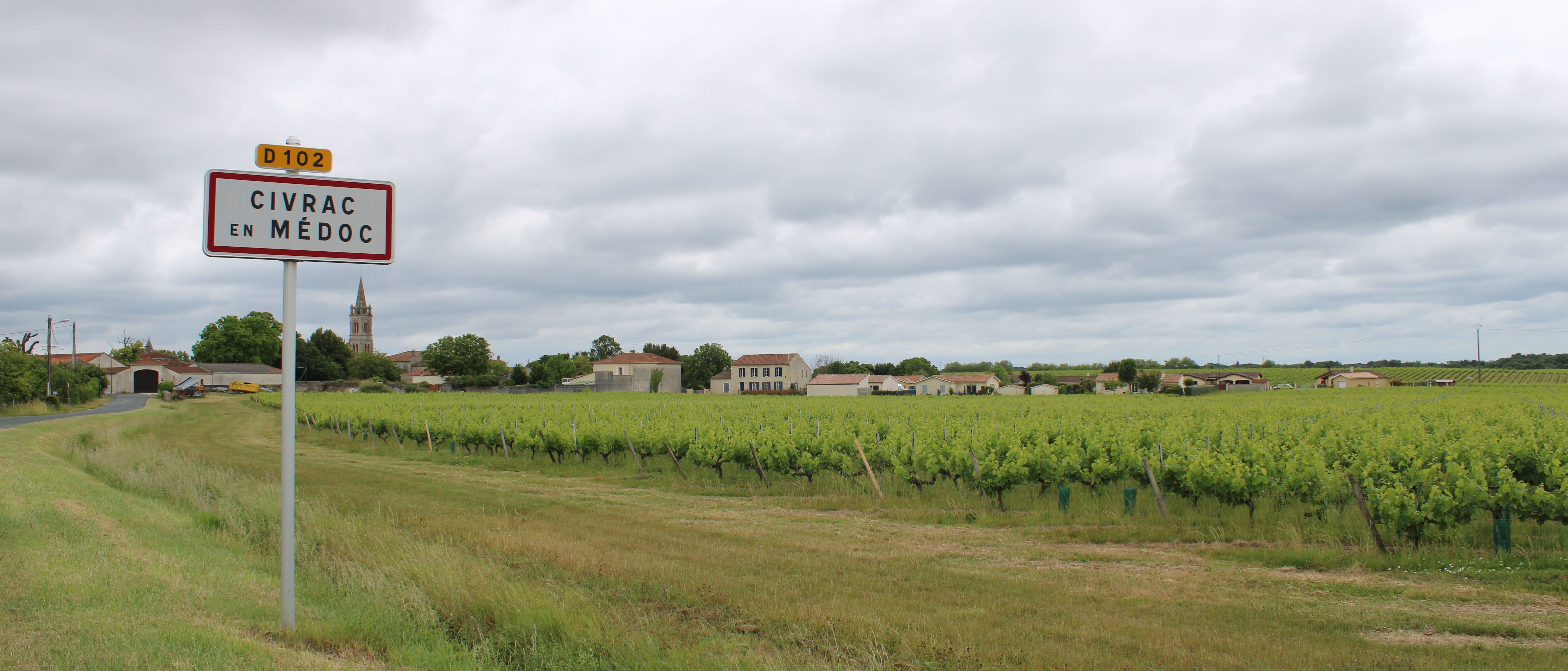
Entrée de la commune.

Les communes limitrophes sont  Blaignan-Prignac, Bégadan, Couquèques, Gaillan-en-Médoc, Lesparre-Médoc et Queyrac.
| Queyrac          | Bégadan          |            |
| Gaillan-en-Médoc | Civrac-en-Médoc  | Couquèques |
| Lesparre-Médoc   | Blaignan-Prignac |            |

### Climat
Pour des articles plus généraux, voir Climat de la Nouvelle-Aquitaine et Climat de la Gironde.
Historiquement, la commune est exposée à un climat océanique aquitain.  
En 2020, Météo-France publie une typologie des climats de la France métropolitaine dans laquelle la commune est exposée à un climat océanique et est dans la région climatique  Littoral charentais et aquitain, caractérisée par une pluviométrie élevée en automne et en hiver, un bon ensoleillement, des hiver doux (6,5 °C), soumis à la brise de mer.
Pour la période 1971-2000, la température annuelle moyenne est de 13 °C, avec une amplitude thermique annuelle de 14 °C. Le cumul annuel moyen de précipitations est de 851 mm, avec 12,5 jours de précipitations en janvier et 6,4 jours en juillet. Pour la période 1991-2020, la température moyenne annuelle observée sur la station météorologique la plus proche, située sur la commune de Lesparre-Médoc à 5 km à vol d'oiseau, est de 13,3 °C et le cumul annuel moyen de précipitations est de 872,2 mm,. Pour l'avenir, les paramètres climatiques de la commune estimés pour 2050 selon différents scénarios d’émission de gaz à effet de serre sont consultables sur un site dédié publié par Météo-France en novembre 2022.

## Urbanisme

### Typologie
Au 1er janvier 2024, Civrac-en-Médoc est catégorisée commune rurale à habitat dispersé, selon la nouvelle grille communale de densité à sept niveaux définie par l'Insee en 2022.
Elle est située hors unité urbaine. Par ailleurs la commune fait partie de l'aire d'attraction de Lesparre-Médoc, dont elle est une commune de la couronne,. Cette aire, qui regroupe 12 communes, est catégorisée dans les aires de moins de 50 000 habitants,.

### Occupation des sols

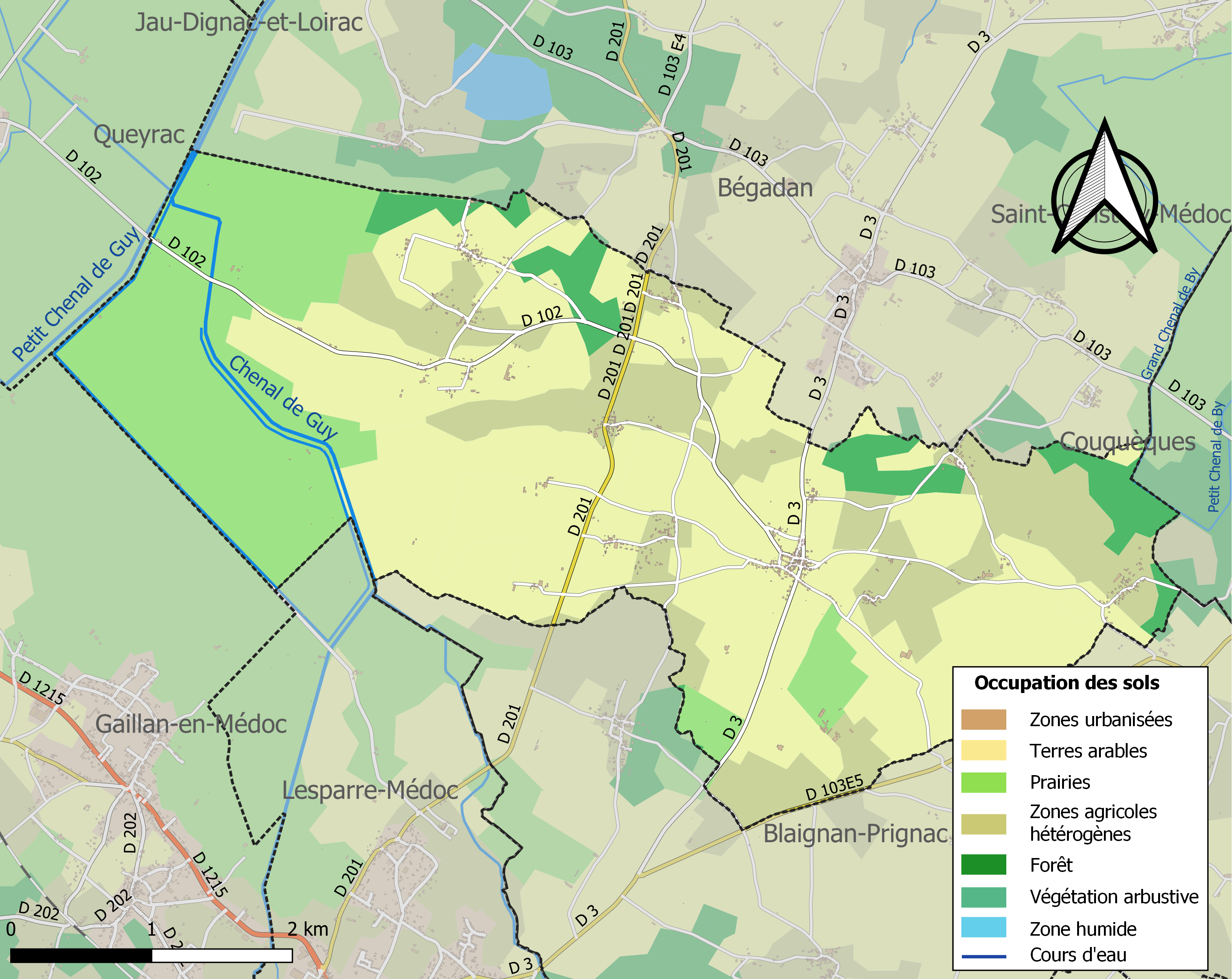
Carte des infrastructures et de l'occupation des sols de la commune en 2018 (CLC).

L'occupation des sols de la commune, telle qu'elle ressort de la base de données européenne d’occupation biophysique des sols Corine Land Cover (CLC), est marquée par l'importance des territoires agricoles (94,5 % en 2018), une proportion sensiblement équivalente à celle de 1990 (94,4 %). La répartition détaillée en 2018 est la suivante : 
cultures permanentes (40,6 %), prairies (23,4 %), zones agricoles hétérogènes (20,8 %), terres arables (9,7 %), forêts (5,5 %). L'évolution de l’occupation des sols de la commune et de ses infrastructures peut être observée sur les différentes représentations cartographiques du territoire : la carte de Cassini (XVIIIe siècle), la carte d'état-major (1820-1866) et les cartes ou photos aériennes de l'IGN pour la période actuelle (1950 à aujourd'hui).

### Risques majeurs
Le territoire de la commune de Civrac-en-Médoc est vulnérable à différents aléas naturels : météorologiques (tempête, orage, neige, grand froid, canicule ou sécheresse), inondations et séisme (sismicité très faible). Un site publié par le BRGM permet d'évaluer simplement et rapidement les risques d'un bien localisé soit par son adresse soit par le numéro de sa parcelle.
Certaines parties du territoire communal sont susceptibles d’être affectées par le risque d’inondation par débordement de cours d'eau, notamment le chenal de Guy et le Petit chenal de Guy. La commune a été reconnue en état de catastrophe naturelle au titre des dommages causés par les inondations et coulées de boue survenues en 1982, 1983, 1993, 1999 et 2009,.

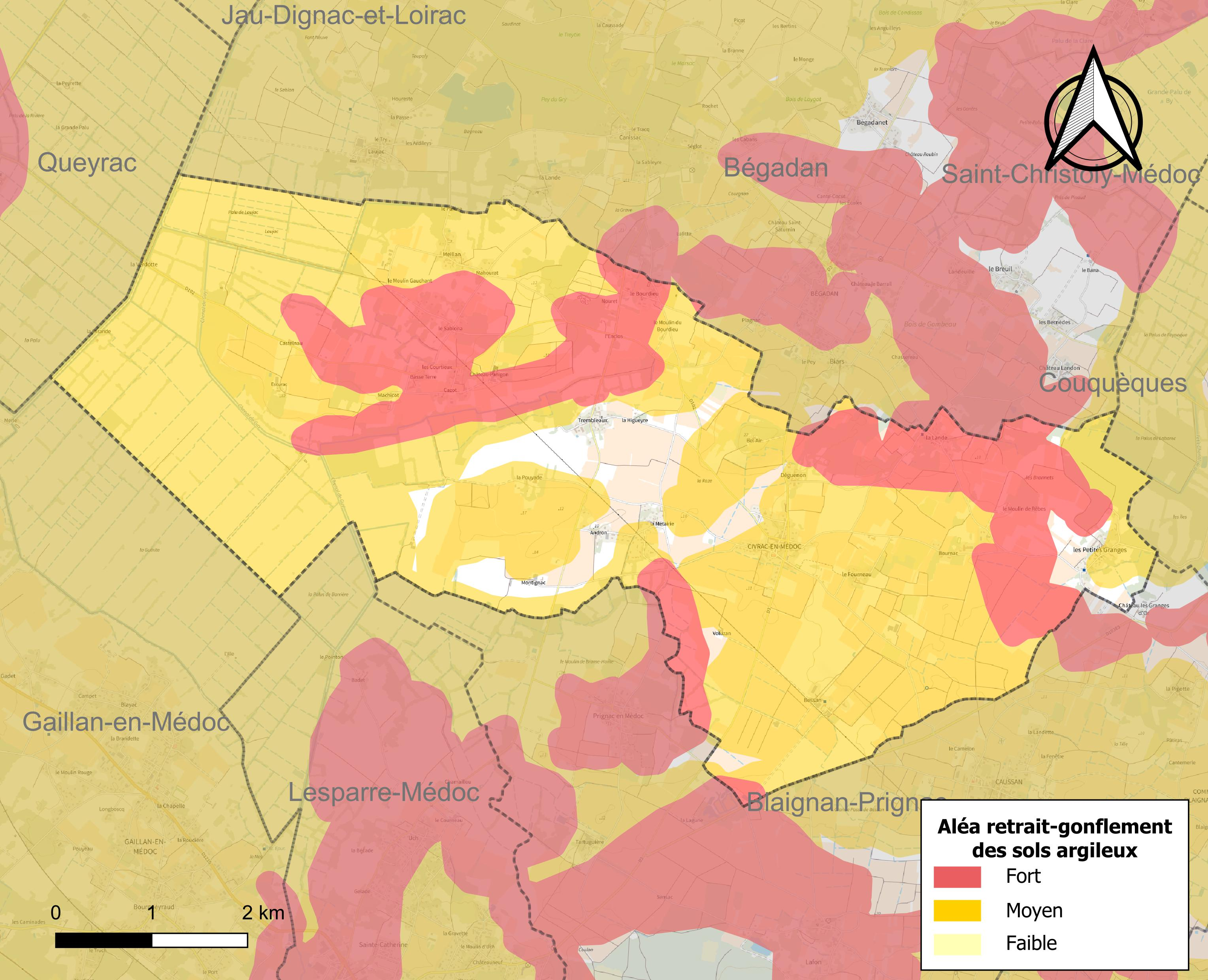
Carte des zones d'aléa retrait-gonflement des sols argileux de Civrac-en-Médoc.

Le retrait-gonflement des sols argileux est susceptible d'engendrer des dommages importants aux bâtiments en cas d’alternance de périodes de sécheresse et de pluie. 91,6 % de la superficie communale est en aléa moyen ou fort (67,4 % au niveau départemental et 48,5 % au niveau national). Sur les 396 bâtiments dénombrés sur la commune en 2019, 322 sont en aléa moyen ou fort, soit 81 %, à comparer aux 84 % au niveau départemental et 54 % au niveau national. Une cartographie de l'exposition du territoire national au retrait gonflement des sols argileux est disponible sur le site du BRGM,.
Par ailleurs, afin de mieux appréhender le risque d’affaissement de terrain, l'inventaire national des cavités souterraines permet de localiser celles situées sur la commune.
Concernant les mouvements de terrains, la commune a été reconnue en état de catastrophe naturelle au titre des dommages causés par la sécheresse en 2003 et 2012 et par des mouvements de terrain en 1983 et 1999.

## Politique et administration
| Période                                  | Période  | Identité       | Étiquette | Qualité                                                                  |
| ---------------------------------------- | -------- | -------------- | --------- | ------------------------------------------------------------------------ |
| avant 1958                               | ?        | Henri Mamour   |           | Propriétaire-viticulteur                                                 |
| mars 2008                                | 2020     | André Colemyn  |           | Retraité Fonction publique Vice-président de la CC Cœur du Médoc (2014-) |
| 2020                                     | En cours | Béatrice Savin |           |                                                                          |
| Les données manquantes sont à compléter. |          |                |           |                                                                          |

## Démographie
| 1793 | 1800 | 1806 | 1821 | 1831 | 1836 | 1841 | 1846 | 1851 |
| ---- | ---- | ---- | ---- | ---- | ---- | ---- | ---- | ---- |
| 993  | 854  | 827  | 822  | 797  | 837  | 800  | 870  | 802  |

| 1856 | 1861 | 1866 | 1872 | 1876  | 1881 | 1886 | 1891 | 1896 |
| ---- | ---- | ---- | ---- | ----- | ---- | ---- | ---- | ---- |
| 805  | 861  | 863  | 959  | 1 021 | 999  | 836  | 773  | 792  |

| 1901 | 1906 | 1911 | 1921 | 1926 | 1931 | 1936 | 1946 | 1954 |
| ---- | ---- | ---- | ---- | ---- | ---- | ---- | ---- | ---- |
| 766  | 787  | 720  | 627  | 629  | 543  | 549  | 469  | 489  |

| 1962 | 1968 | 1975 | 1982 | 1990 | 1999 | 2005 | 2006 | 2010 |
| ---- | ---- | ---- | ---- | ---- | ---- | ---- | ---- | ---- |
| 418  | 427  | 403  | 451  | 510  | 502  | 525  | 534  | 584  |

| 2015 | 2020 | 2022 | - | - | - | - | - | - |
| ---- | ---- | ---- | - | - | - | - | - | - |
| 666  | 642  | 636  | - | - | - | - | - | - |

### Lieux et monuments
- L'église paroissiale Saint-Pierre est inscrite au titre des monuments historiques depuis 1925 pour son chevet demi-circulaire décoré de colonnes engagées formant sept travées, percées alternativement d'une baie simple et d'une baie géminée avec colonnettes à chapiteaux sculptés[22].

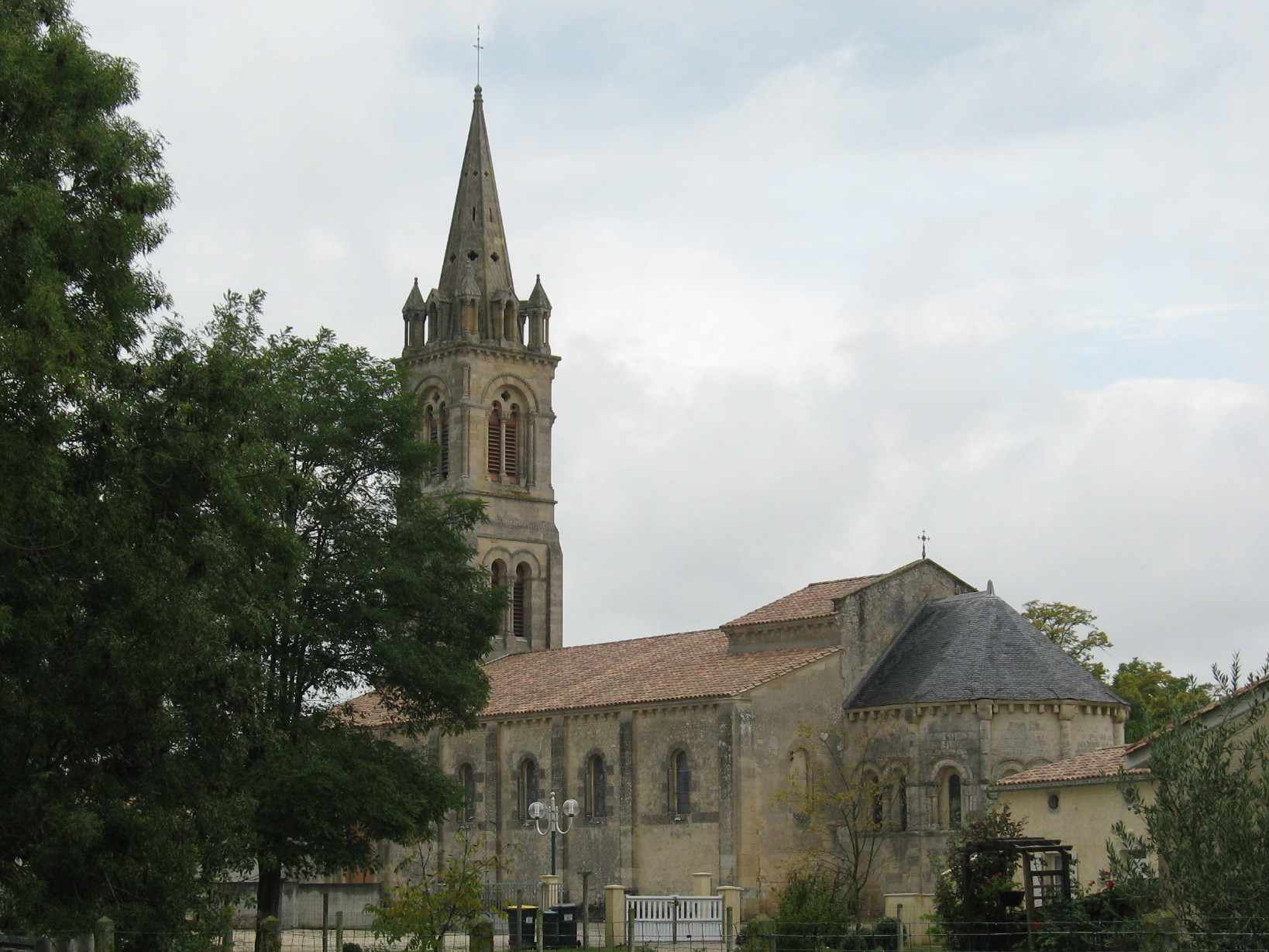
L'église Saint-Pierre
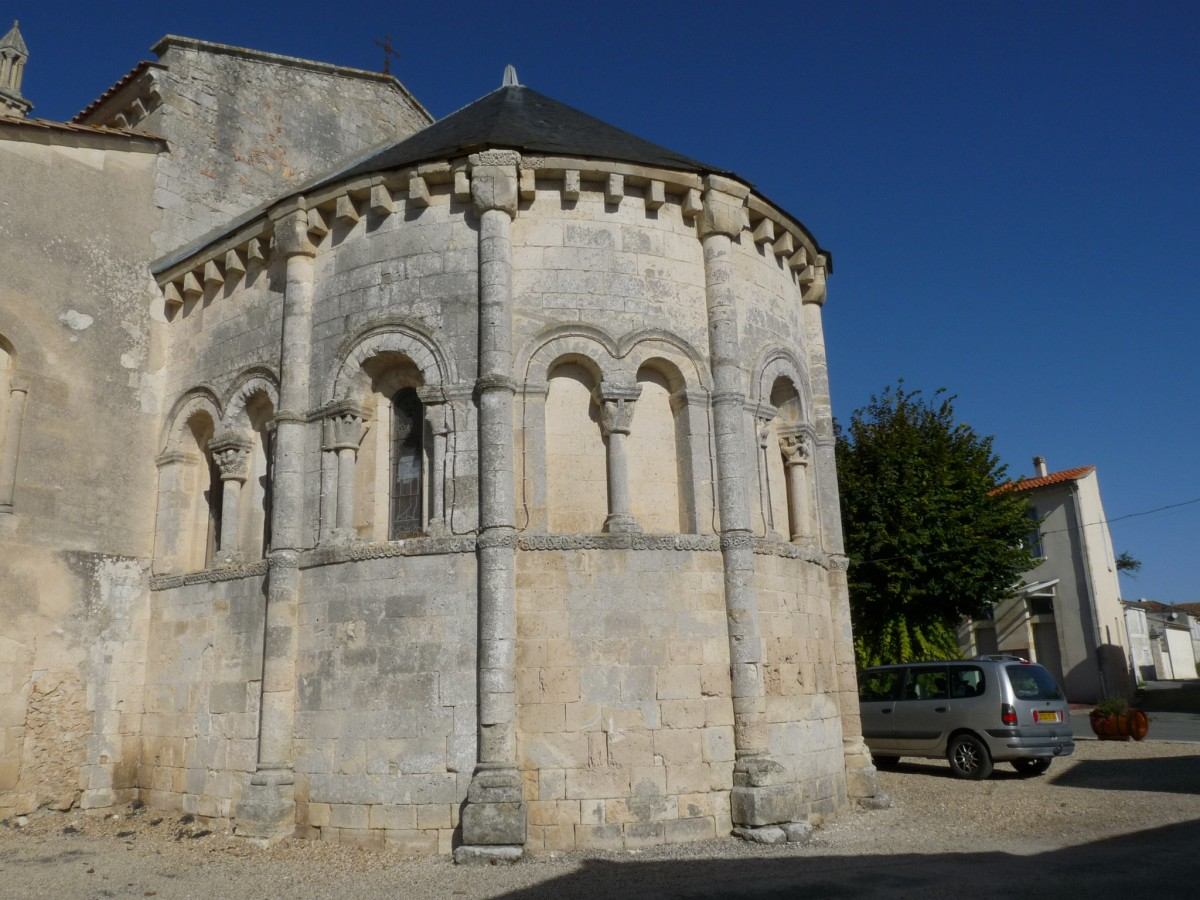
Le chevet de l'église
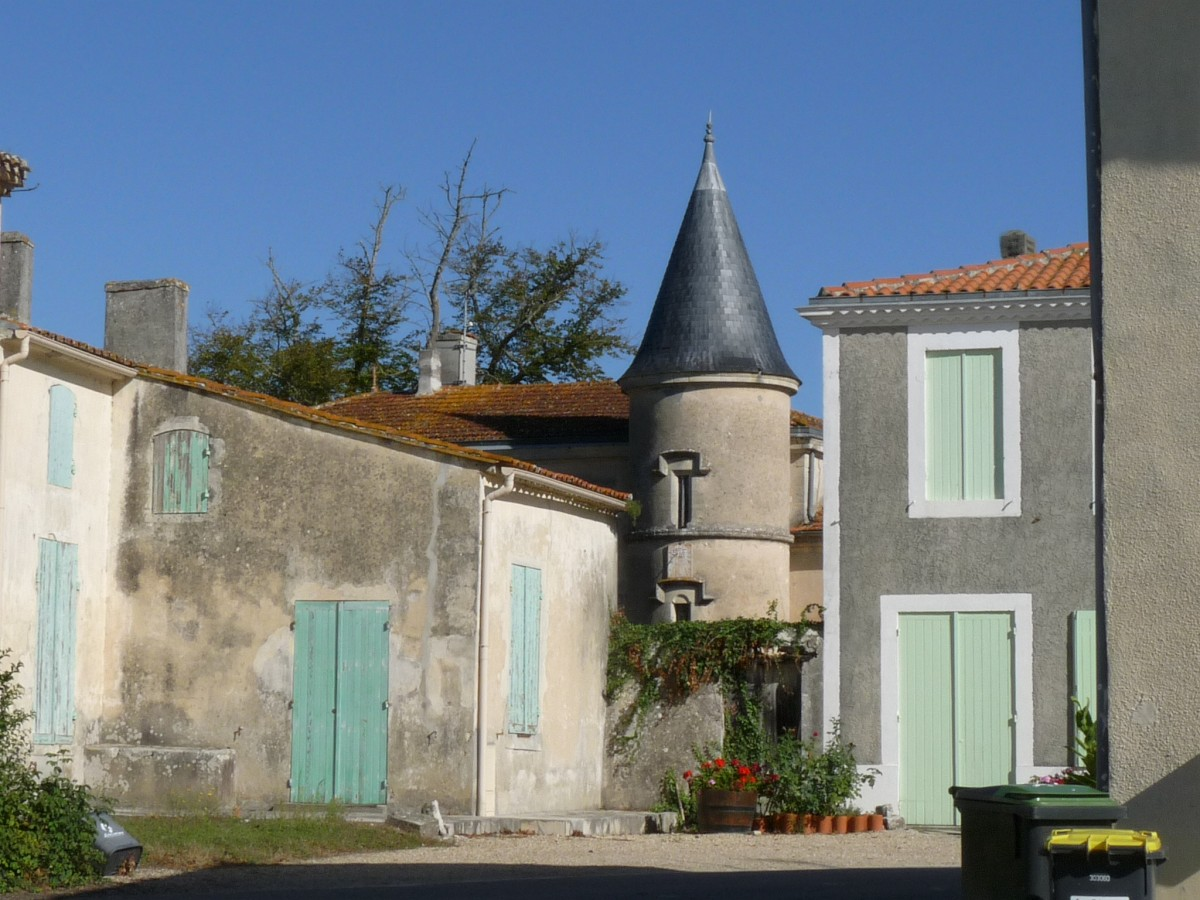
Une maison avec tourelle dans le village
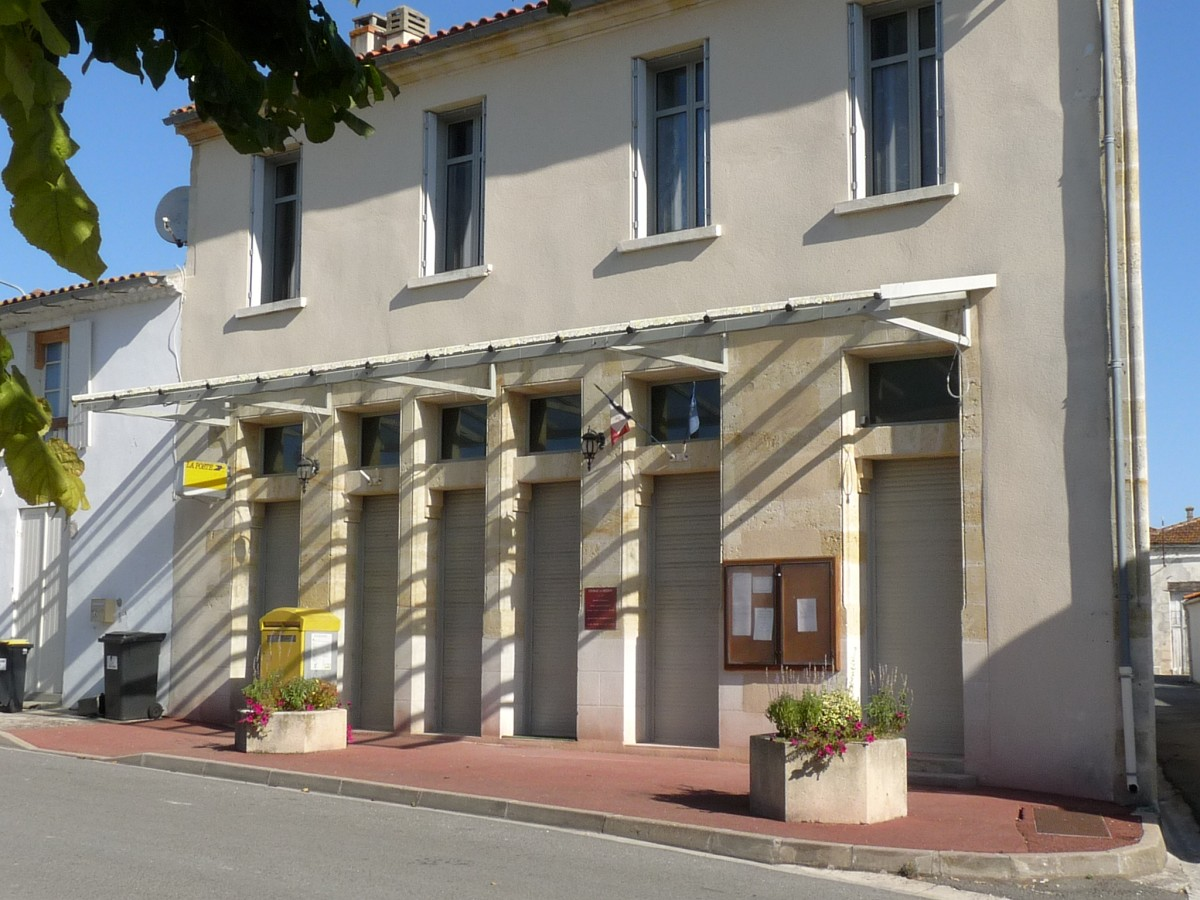
La mairie et le bureau de poste mitoyen
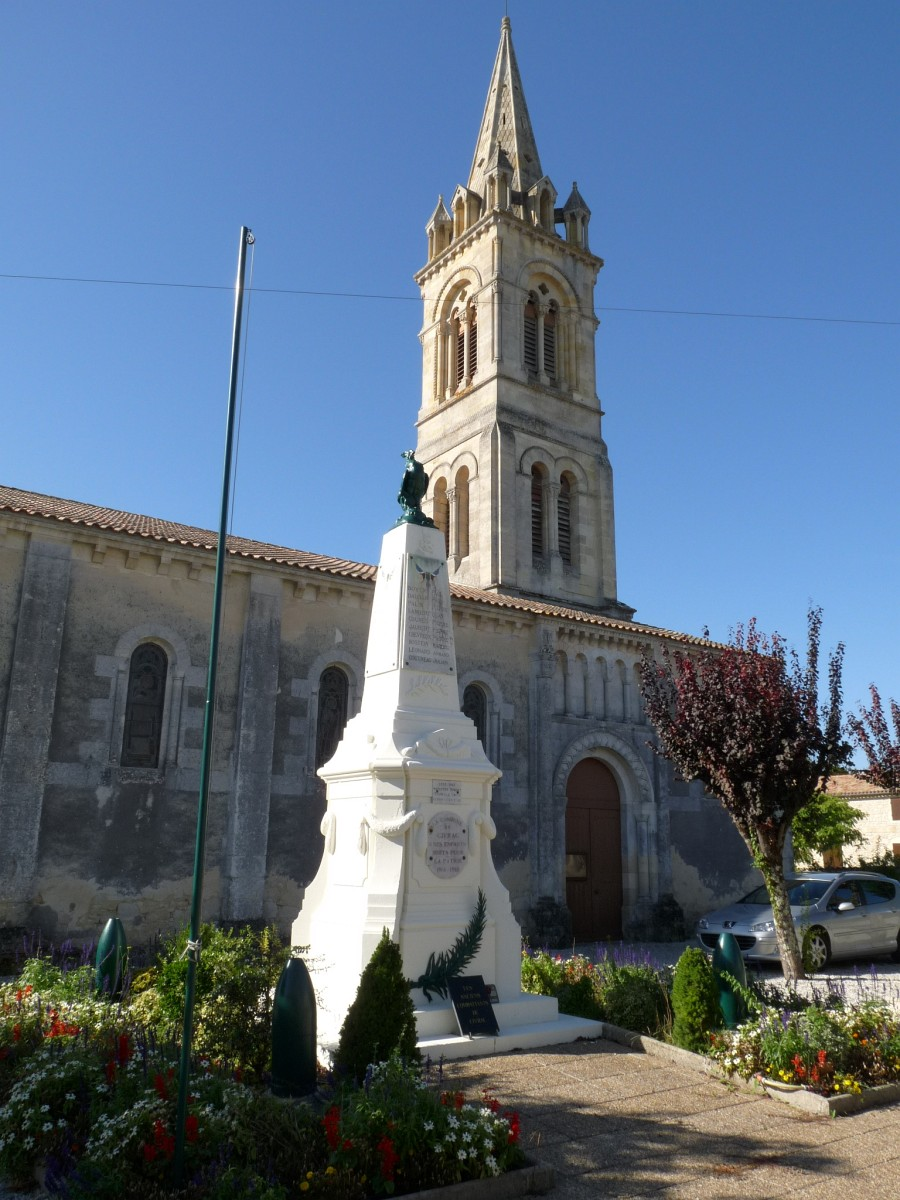
Le monument aux morts devant l'église

### Héraldique
| Blason de Civrac-en-Médoc | Blason  | D'or à la barre d'azur accompagnée en chef d'une grappe de raisin tigée et feuillée, en pointe d'un épi de maïs, celui-ci adextré d'une tige de maïs fleurie et fruitée brochant sur la barre, le tout au naturel. DeviseBonum vinum laetificat cor hominis (Le bon vin réjouit le cœur des hommes) |
| Blason de Civrac-en-Médoc | Détails | Adopté par la municipalité dans les années 1990. |